# Daewoo Bus

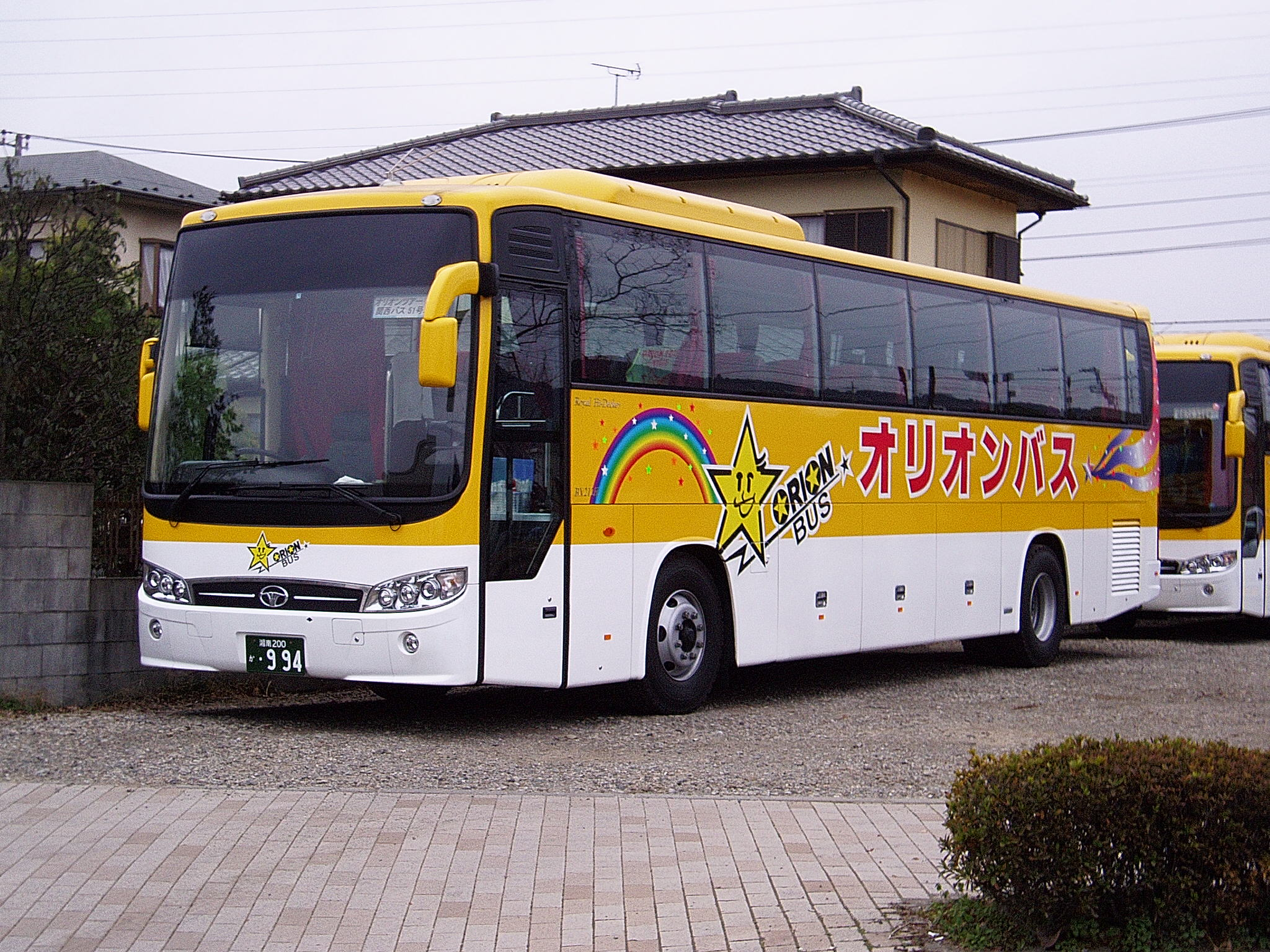
Daewoo Bus BX212 Japão

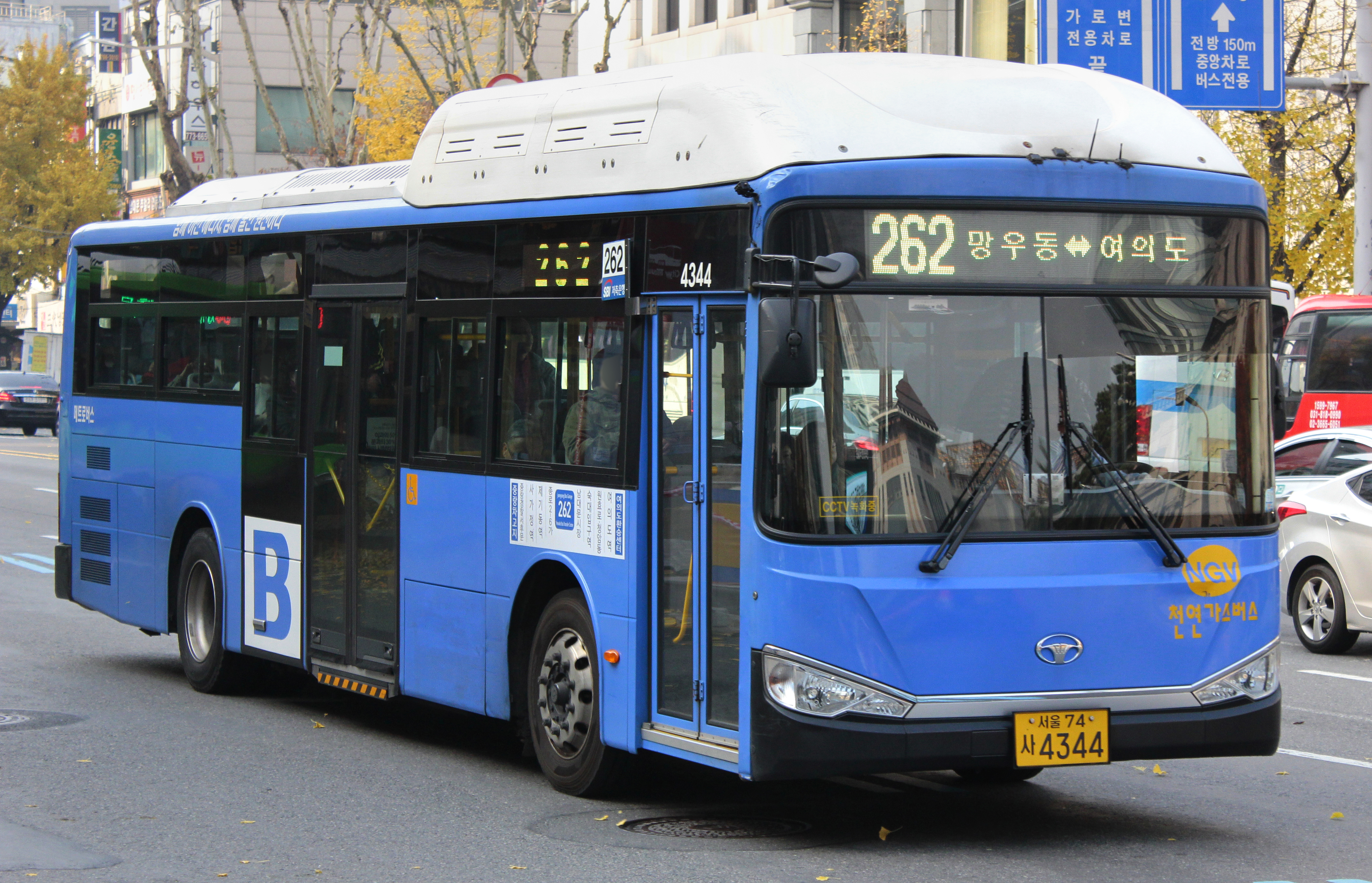
Daewoo Bus BS110CN Seul Coreia do Sul

Daewoo Bus Corporation (대우버스) foi fundada como 2002 em Busan, Coreia do Sul. Após mudar seu nome para GMK (General Motors Korea) Motor Bus Division em 1972, a empresa foi comprada pela 1982 o Grupo Daewoo ganhou seu controle e mudou o nome da joint venture para Daewoo Motor Bus Division. No início dos anos a companhia iniciou uma forte expansão por em vários mercados do mundo. Até autocarro modelos eram baseado da GM Daewoo.

## Carros de Autocarro
- BX212H/S
- BH120F
- BH119
- BH117H
- BH116
- BH115E
- BF116
- BH090
- BS120CN (Natureza Gás Veículo)
- BV120MA
- BC211M
- BS116
- BS090

## História de Autocarro modelos

### Shinjin Motor (1955~1971)
- Shinjin Micro Bus (1962)
- Shinjin Light Bus (1965)
- Pioneer (1965)
- FB100LK (1966)
- B-FB-50 (1966)
- DB102L (1968)
- DHB400C (1970)
- DAB (1970)
- RC420TP (1971)

### GM Korea Motor Company (1972~1976)
- DB105LC (1972)
- BD50DL (1973)
- BLD24 (1973)
- BD098 (1976)
- BD101 (1976)
- BU100/110 (1976)

### Saehan Motor Company (1976~1983)
- BU120 (1976)
- BL064 (1977)
- BF101 (1977)
- BR101 (1980)
- BH120 (1981)
- BV113 (1982)
- BF105 (1982)

### Daewoo Motor Company (Nexia 1, 1983~1994)
- BV101 (1983)
- BH115H (1984)
- BH120H (1985)
- BS105 (1986)
- BU113 (1986)
- BF120 (1987)
- BS106 (1991)
- BH120F (1994)
- BH113 (1994)

### Daewoo Heavy Industry (1994~1999)
- BH117H (1995)
- BM090 (1996)
- BH116 (1997)
- BH115E (1998)

### Daewoo Motor Company (Nexia 2, 1999~2002)
- BF106 (2001)
- BH090 (2001)
- BS090 (2002)
- BV120MA (2002)
- BS120CN (2002)

### Daewoo Bus (2002~)
- BH119 (2003)
- BX212H/S (2004)
- BC211M (2005)